# السيد شوشاني
السيد شوشاني (الملقّب أيضًا بالأستاذ شوشاني، أو شوشاني الحكيم؛ بالفرنسية: Monsieur Chouchani؛ 9 يناير 1895، بريسك - 26 يناير 1968، دوراسانو، الأوروغواي) كان حاخامًا يهوديًّا غامضًا، يعتقد كثيرون أنّ اسمه الحقيقي هو هيلل بيرلمان. درَّس شوشاني العديد من الطلاب في العديد من البلدان -في الفصول الدراسية وبشكلٍ فردي، بما في ذلك شخصيات مشهورة. يصفه طلابه بأنه عالم وفيلسوف استثنائي، يمتلك معرفة هائلة في جميع العلوم اليهودية، خاصة التلمود والقَبَّالة، بالإضافة إلى الرياضيات والفيزياء، وتاريخ الفلسفة، وأديان العالم واللغات والأدب. وغير ذلك.

## هويته الحقيقية
كان "السيد شوشاني" شخصية غامضة ولا يُعرف اسمه الحقيقي، وكثير من التفاصيل المتعلّقة بشخصيّته الحقيقيّة غير واضحة، ويرجع ذلك إلى السرية التي أحاط بها نفسه. يرى شالوم روزنبرغ وآخرون أن هذا الشخص هو هيلل بيرلمان، لأن السيد شوشاني أخبره أنه تتلمذ على الحاخام كوك وسافر إلى الولايات المتحدة، وتظهر في رسائل الحاخام كوك شخصيّة مجهولة تحملُ هذا الاسم، وتنطبق تفاصيلها على هذا الوصف. على الرغم من أنه في هذه الرسائل الموجهة إلى بيرلمان نفسه والحاخام مئير بار إيلان، يُطلق عليه الحاخام كوك لقب "العريس" (بالعبرية: هِحَاتان החתן)، وكما هو معروف فإنَّ السيد شوشاني لم يتزوَّج أبدًا، إلا أن هذا اللقب يُستخدم أيضًا في اللغة اليديشية لمن وصلوا مرحلة البلوغ ولم يتزوَّجوا بعد. روزنبرغ، وكذلك حفيد إيمانويل ليفيناس، اقتنعا تمامًا بتحديد هوية هذه الشخصيةعلى أنّه هيلل بيرلمان، وقد أطلَقَ كلاهما فيما بعد على أحد أبنائهما اسم "هيلل".

كتب إيلي فيزيل في سيرته الذاتية أن الاسم الحقيقي للسيد شوشاني هو مردخاي روزنباوم، لكنه لم يُضِف أي تفاصيل عنه، رغم أنه قال إنه جمع الكثير من التفاصيل عنه من أفواه أشخاص مختلفين. من المحتمل أن يكون أصل هذا الاسم هو أن السيّد شوشاني استخدم منذ أغسطس 1952، شهادة ميلاد مغربية أعطاها له رجل يُدعى "مردخاي بن شوشان" (روزن = شوشان). يدعي البعض أنه استخدم هذا اللقب لتعريف نفسه على أنّه مردخاي، "رجل يهودي" من شوشان العاصمة (المقصود مدينة سوسة). كتبت ياعيل ليفين أنه اتضح أن فيزيل فضل الحفاظ على سرية أستاذه (حاخامه)، ولذلك ذكر هذا الاسم. تدعي أن إيلي فيزيل نفسه كان يعرف أن اسمه الحقيقي هو هيلل بيرلمان، بل إنّ فيزيل نفسه ذَكَرَ في مقال له بالفرنسية أنّه التقى بابن شقيق السيد شوشاني بعد وفاته، وأخبره عن هويته الحقيقية، ومن المُرجّح أنّ ابن أالأخ هذا هو الحاخام مئير مينتز من مونسي، ابن شقيق هيلل بيرلمان. توفي مينتز عام 1958 لكن زوجته أكدت أنه تعرّف على عمِّه. في مقال آخر، نشرت ليفين أدلة أُخرى بشأن شوشاني، بالإضافة إلى صورة غير معروفة لبيرلمان التُقِطَت حوالي عام 1912، وهي بمثابة دليل إضافي على أنّ بيرلمان هو السيِّد شوشاني.

## حياته
وفقًا للشائعات، فقد اشتهر شوشاني مذ كان طفلًا معروفًا بذاكرة خارقة. قدّم والداه عروضًا معه، أظهر خلالها قدراته. يعتقد البعض أنه بسبب الصدمة النّفسية التي تعرض لها خلال هذه العروض، تبنّى لاحقًا أسلوب حياته الخاصّ، فقد حرص على خصوصيته الشخصيّة، وأخفى اسمه الحقيقي، وإمعانًا في إخفاء هويته أطلق على نفسه اسم "شوشاني". يقول البعض إنهم لم يروه قط يقرأ في التوراة خلال الصّلاة الجماعيّة في الكنيس كي لا يُعرف اسمه الحقيقي. اختار الصحفي اليهودي الفرنسي شلومو (سالومون) مالكا، لذي ألّفه عنه كتابًا بالفرنسية، أن يجعل العُنوان الفرعي للكتاب: "لغز المعلم في القرن العشرين". خلال حياته، طوَّف شوشاني في أرجاء المعمورة وحيدًا متشردًا، في أوروبا، وأرض إسرائيل، والولايات المتحدة، وأوروغواي، ودول أخرى.
وفقًا للرأي القائل بأن السيّد شوشاني هو هيلل بيرلمان، يبدو أنه قضى مدّة في أرض إسرائيل، وتتلمذ على الحاخام كوك في المدرسة الدينية (يشيفا) أوتسار حاييم، ثم عاد لاحقًا إلى الولايات المتحدة. تُظهر الرسالة التي كتبها له الراب كوك في مجموعة رسائله، بالإضافة إلى رسالة أخرى (مجموعة الرسائل، المجلد الثاني، 2 ص. 5329، الرسالة 5733) والتي أرسلها في عام 1915 إلى الحاخام مئير بار إيلان الذي كان في ذلك الحين في الولايات المتحدة، وقد أطلق على بيرلمان في هذه الرسالة لقب "صديقي العزيز، العريس، الراب الألمعيّ، اللّوذعي، العَلّامة"، ويطلب في الرسالة مساعدته، لأن بيرلمان لا يعرف أي شخص هناك، ومن العار أن تضيع مثل هذه الموهبة هناك بسبب طلب الرِّزق.

يُعتقد أنّ السيّد شوشاني أقام في الثلاثينات من القرن العشرين، في وهران ومدن أخرى في المغرب العربي. هناك درس جيدًا العادات اليهودية الشرقية واللغة العربية. مكث عام 1942 في باريس ولأنه لا يحمل وثائق رسميَّة، ألقى الجستابو القبض عليه، ولأنَّه كان مختونًا اتهم بأنه يهودي، لكنَّه استطاع إقناع المحقِّقين بأنَّه مسلم ولذلك هو مختون، ومن أجل معرفة ذلك، استُدعِيَ مفتي فرنسا إلى زنزانته للتّحقُّق مِن مزاعمه، وبعد مِضِيّ خمس ساعات من الحديث طالب المفتي بالإفراج عن الرجل قائلًا إنه وَلِيّ مسلم.

خلال الأعوام 1947-1952 أقام شوشاني في فرنسا. في تلك السنوات عمل مدرِّسًا خاصًّا. في تلك السنوات قام بتدريس عدد من كبار المفكرين اليهود في فرنسا، بمن فيهم الفيلسوف إيمانويل ليفيناس، أندريه نيهر، والحاخام يهودا ليون أشكنازي ("مانيتو"). ودرَّسَ في منزله كتاب "روح الحياة" (نيفِش هِحَييم נפש החיים) من تأليف الرّابي حاييم من فولوجين، وكانت الدراسة مشروطة بدفع رُسوم ماليّة، وذلك "كي يُقدِّر التلاميذ أهميّة هذا الدرس"، على حدّ تعبير السيّد شوشاني، وكانت تبدأ هذه الدّروس في الساعات المتأخِّرة من الليل، وتستمر حتى ساعات الصباح.

قدم بعد ذلك إلى إسرائيل، ومكث في كيبوتس بِئِروت يِتْسحاك وأماكن أخرى. بين عامي 1955-1956 عاد شوشاني مرة أخرى إلى فرنسا، ثم انتقل إلى أمريكا الجنوبية، وعاش في مونتيفيديو.

ربَطَت بين السيّد شوشاني والحاخام مناحيم مندل شنيرسون الرّابي الأخير من لوبيتش علاقة غير واضحة المعالم، وهناك دليل على أن هذا الأخير كان يُرسل له الدعوات بالسّلامة مع الأشخاص الذين عرفوه في أوروغواي. كما أن بعض دفاتر ملاحظاته المنشورة هي من إصدارات مركز الشؤون التعليمية للمنظمة التي كان يترأسها الحاخام مناحيم مندل شنيرسون.

توفي السيد شوشاني إثر نوبة قلبية في 26 يناير 1968، في دورازنو في أوروغواي، خلال ندوة للناشئة من بني عكيفا، ومعلمي الدين، ودُفن في المقبرة اليهودية هناك. عند وفاته، كان إلى جواره تلميذه شالوم روزنبرغ، وكان في جيبه ورقة تحتوي على رقم هاتف في سويسرا لشخص من معارفه، وعندما تم الاتصال برقم الهاتف، اتضح أن هذا الشخص قد توفي قبل 24 ساعة، وهكذا ظلّت شخصيَّة السيّد شوشاني مجهولة حتى بعد وفاته.